# Borgosesia Calcio
El Borgosesia Calcio es un club de fútbol de Italia, con sede en Borgosesia, en la región de Piamonte. Fue fundado en 1925 y refundado en 1932. Compite en la Eccellenza Piemonte-Valle d'Aosta, quinta categoría del fútbol italiano.

## Historia
El club surgió en 1925 tras la fusión de los clubes Borgosesia Football Club y Vallana Trattoria, equipo del distrito de Santa Maria en Borgosesia; su primer presidente fue Angelo Donati.

## Palmarés

### Torneos interregionales
- Campionato Nazionale Dilettanti (1): 1997-98 (Grupo B)

### Torneos regionales
- Eccellenza Piemonte-Valle d'Aosta (2): 1993-94 (Grupo A), 2008-09 (Grupo A)
- Prima Categoria Piemonte-Valle d'Aosta (2): 1967-68 (Grupo A), 1989-90
- Seconda Divisione Piemonte-Valle d'Aosta (1): 1938-39